# ドウカン・シニク
ドウカン・シニク（Doğukan Sinik、1999年1月21日 - ）は、トルコ・アンタルヤ出身のサッカー選手。ハル・シティAFC所属。ポジションはFW。トルコ代表。

## クラブ経歴

### アンタルヤスポル
アンタルヤスポルの下部組織で育成され、2015年5月23日、エラズースポルとのリーグ戦で16歳でトップチームデビューを果たした。
アンタルヤスポルは2014-15シーズンのプレーオフでスュペル・リグ昇格を果たし、翌シーズンの5月13日にトラブゾンスポル戦で1部リーグデビューを記録した。なお、アンタルヤスポルはこの試合を7-0で圧勝している。
1年間のローンを経て、シニクはその後3シーズンにわたってアンタルヤスポルのレギュラー選手となり、チームの2020-21シーズンのカップ戦と2021年トルコスーパー杯決勝に進出に貢献した。

### ハル・シティ
2022年7月20日、チャンピオンシップのハル・シティAFCに移籍し、3年契約を結んだ。しかし、プレシーズン中の負傷によって離脱を余儀なくされ、加入から約2ヶ月後のルートン・タウンFC戦でデビューした。

### アンタルヤスポル復帰
2023年1月12日、勝ち点17でスュペル・リグ15位に沈んでいたヌリ・シャヒン監督率いるアンタルヤスポルに半年間の期限付き移籍をすることが発表された。加入から僅か2日後、14日に行われたギレスンスポル戦に先発出場したシニクは試合開始直後に先制点を決める活躍を魅せたが、後半に負傷したため中島翔哉と交代することになった。シニクが涙と共にピッチを去った直後にルイス・アドリアーノがこのシーズンのリーグ戦初得点を挙げたものの、チームは2-2で引き分けた。

## 代表経歴
2022年3月29日、イタリア代表との親善試合にてトルコ代表での初キャップを刻んだ。